# Meiothecium jagorii
Meiothecium jagorii är en bladmossart som beskrevs av Brotherus 1908. Meiothecium jagorii ingår i släktet Meiothecium och familjen Sematophyllaceae. Inga underarter finns listade i Catalogue of Life.